# 横滨索道

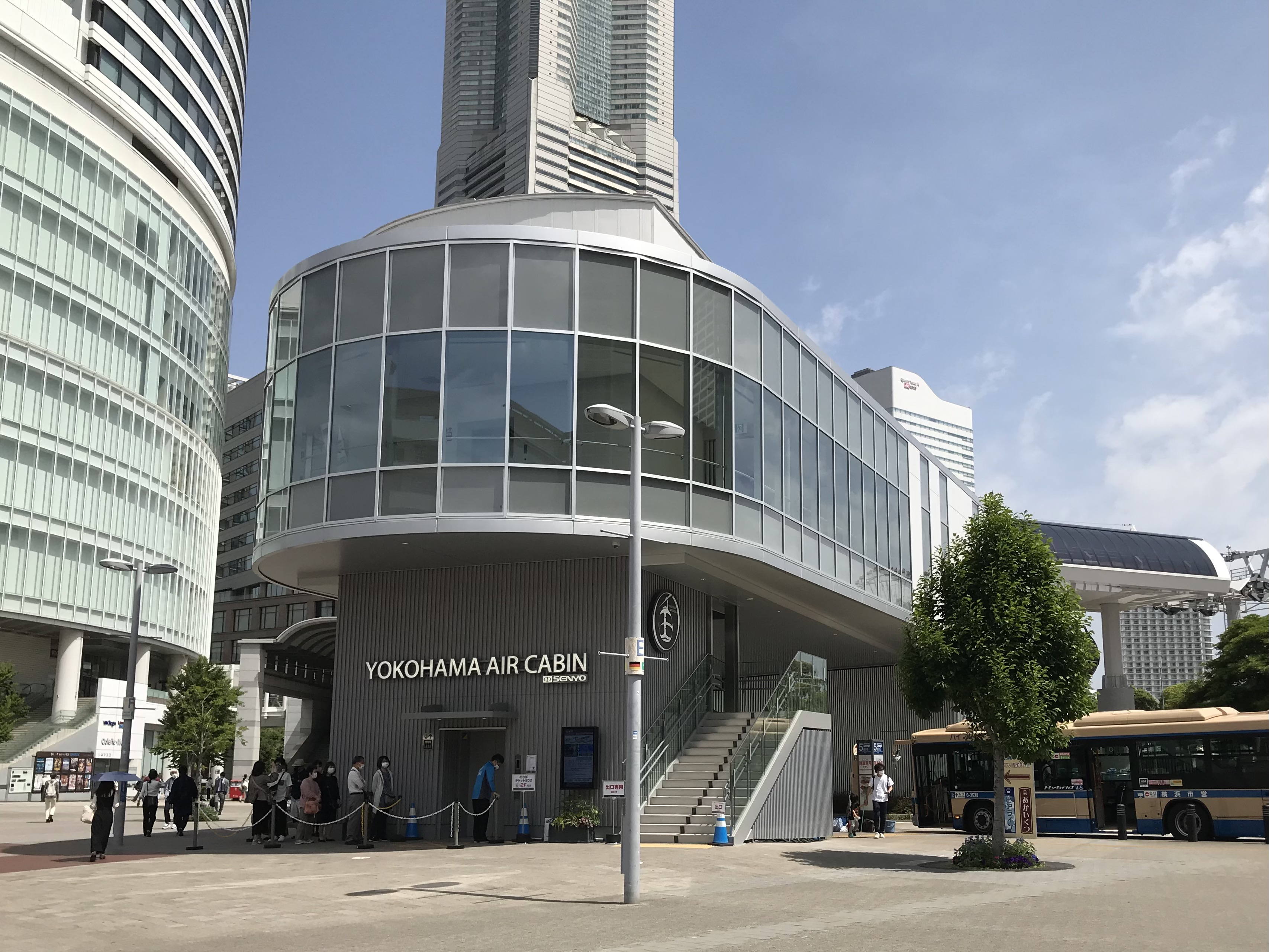
横滨索道樱木町站。

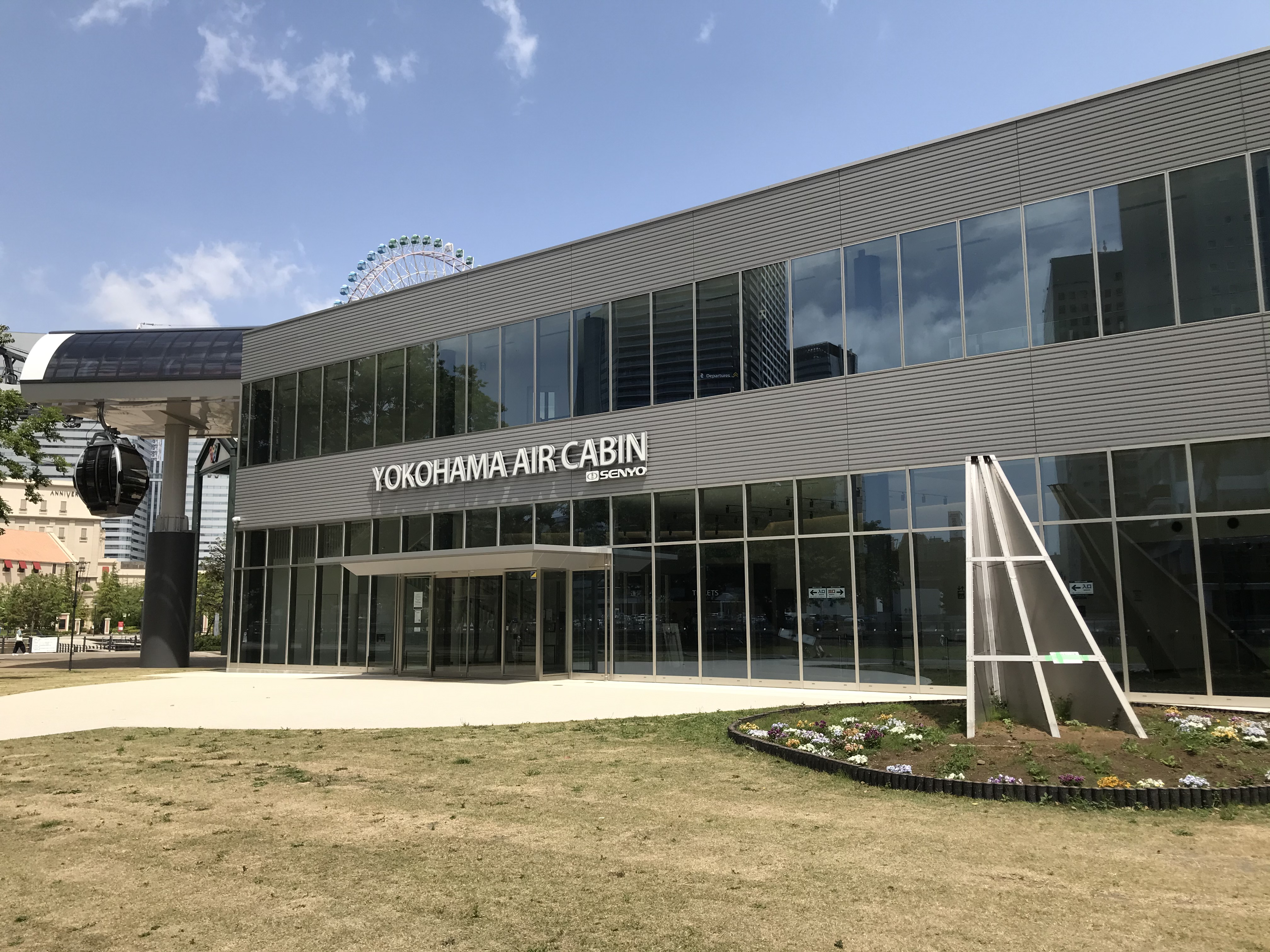
横滨索道运河公园站。

横滨索道（日语： / 英語：）是位于日本神奈川县横滨市横滨港未来21再开发区的吊厢式架空索道，由泉阳兴业负责运营。

## 路线参数
- 行驶方式：单线脱挂式循环索道

- 路线全长：629米

- 最多乘客数：每舱最多8人

- 运营舱数：36台

- 乘车时间：约5分钟

- 高低落差：约40米

## 相关图片

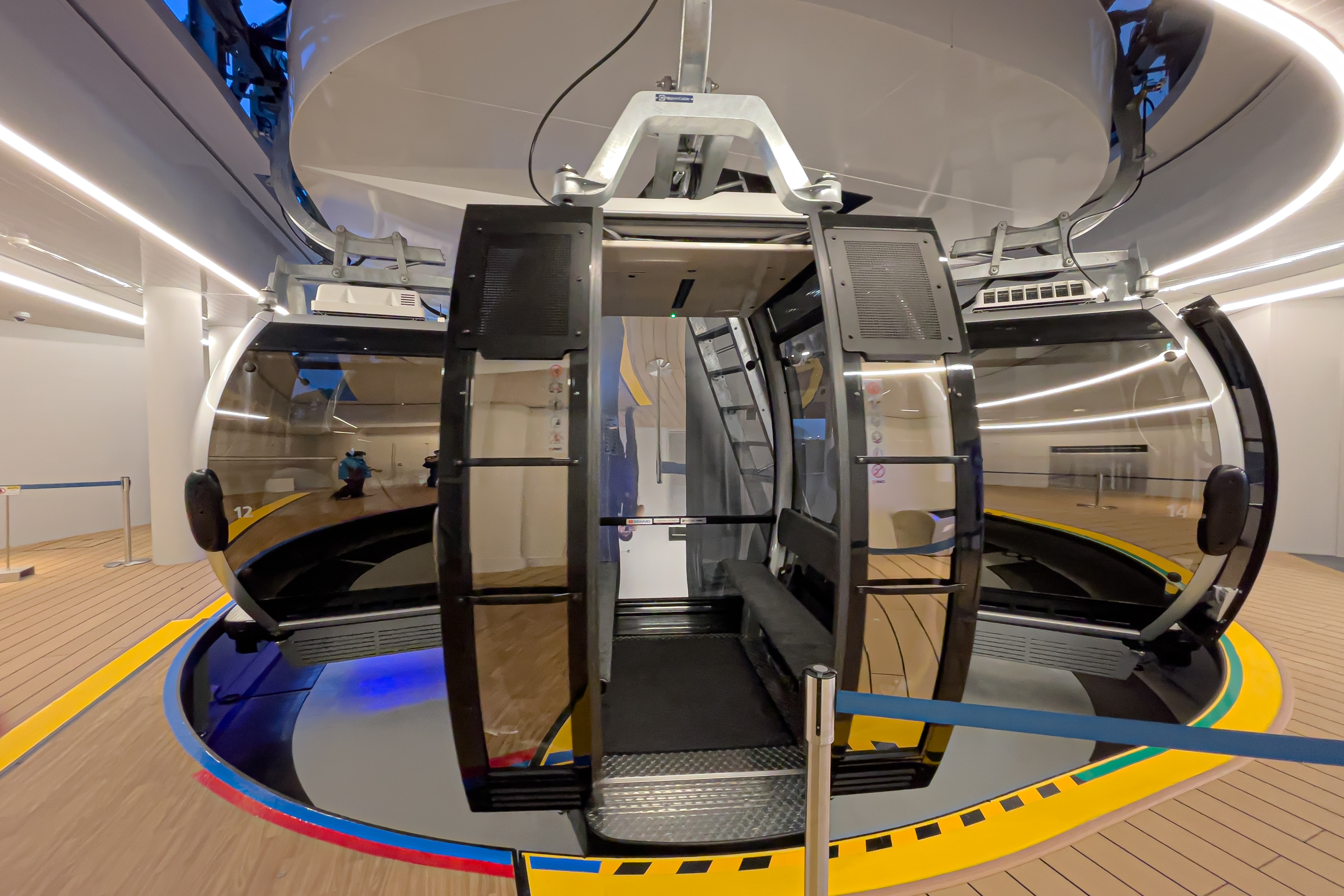
樱木町站内的上下车处
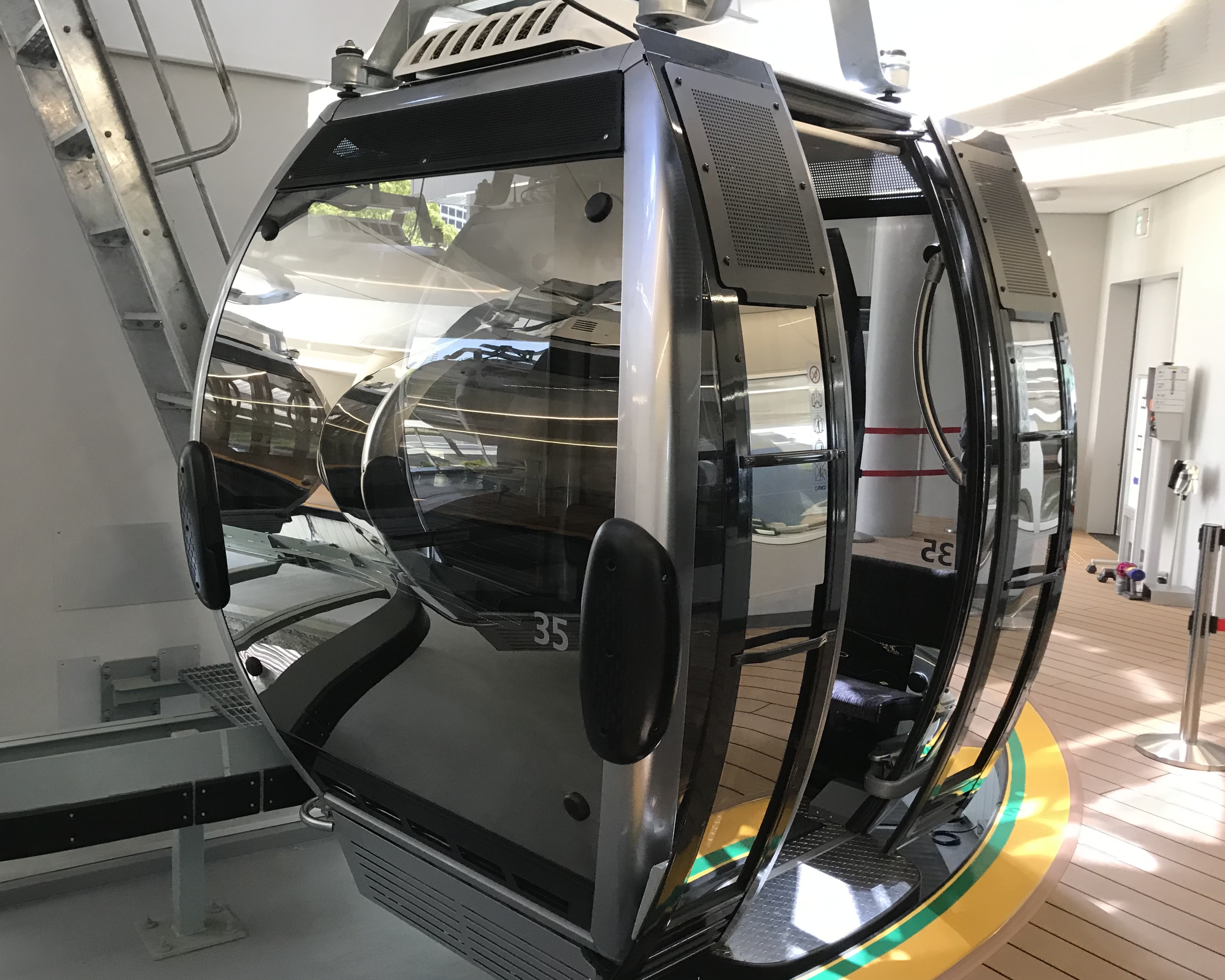
索道吊厢
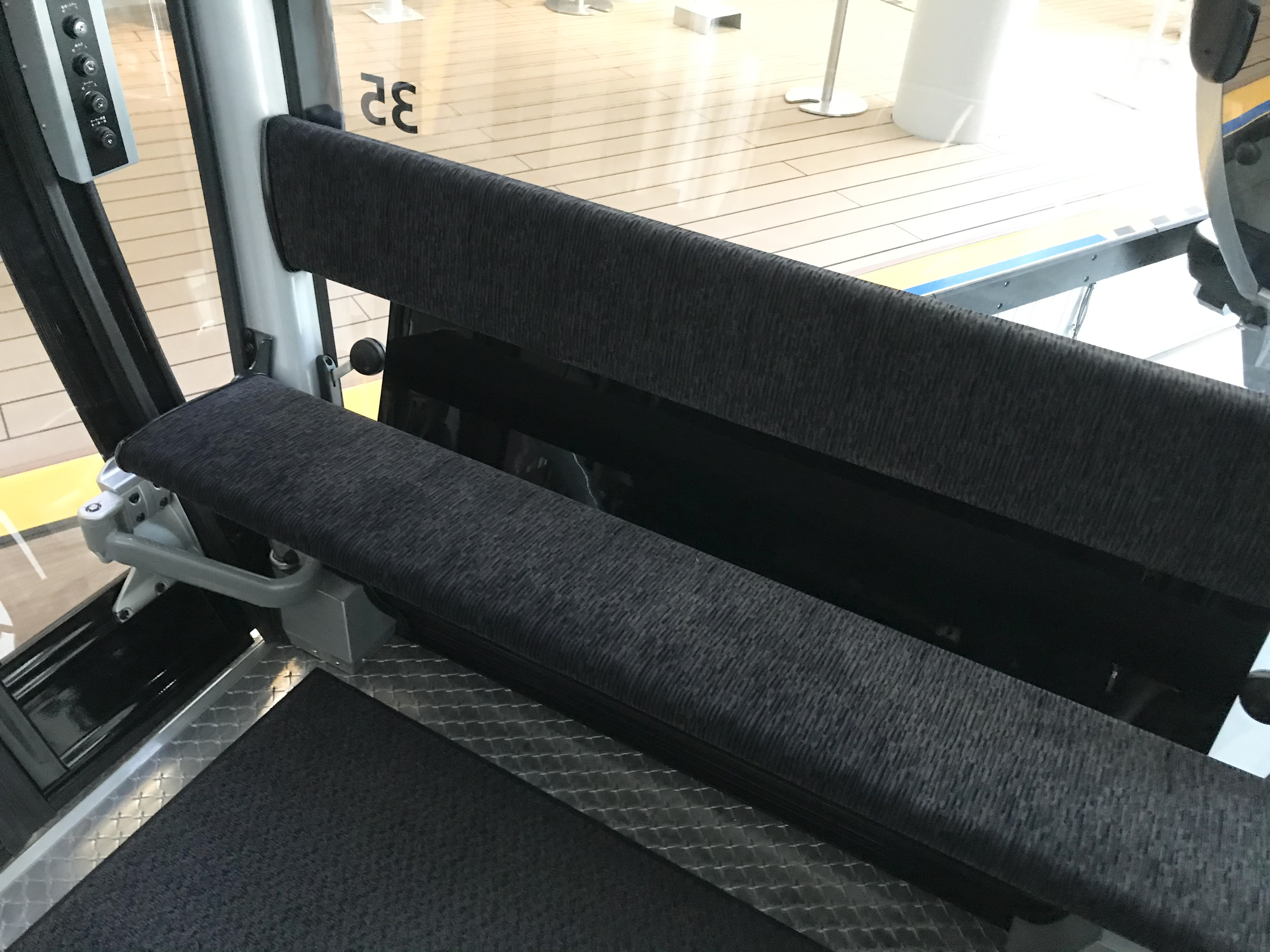
吊厢内座席
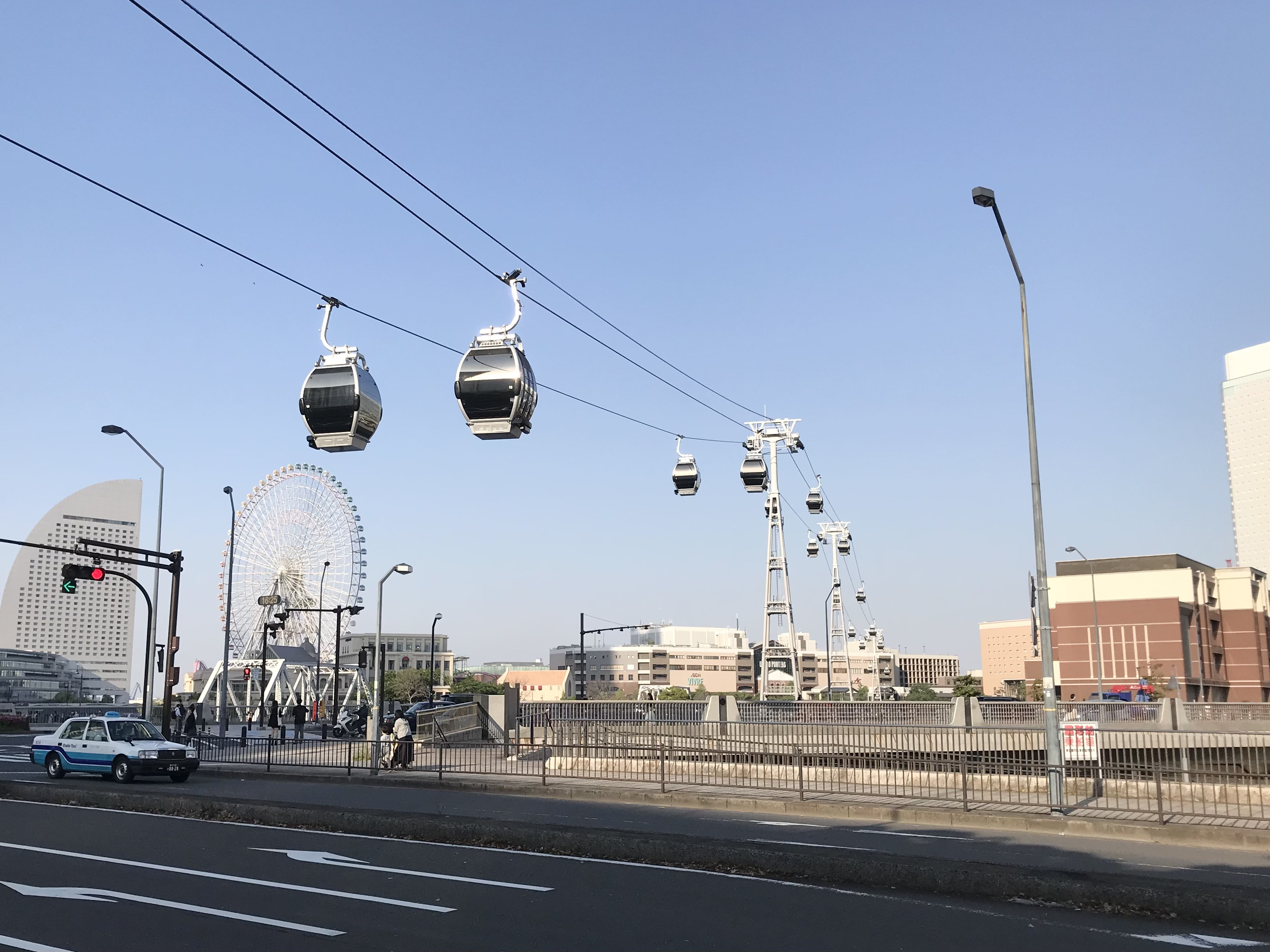
经过樱木町站前道路的上方
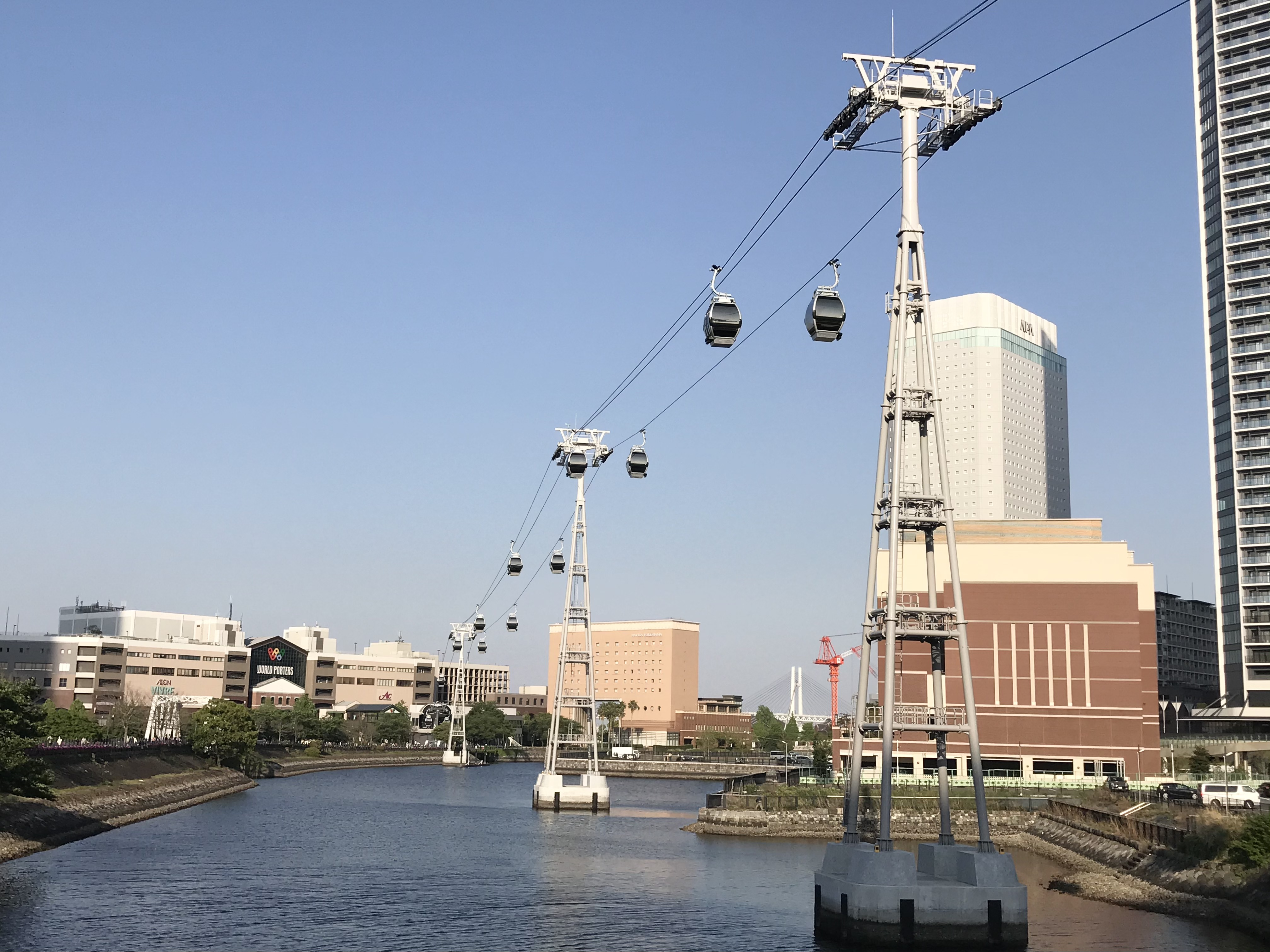
沿着车道设立的索道塔架
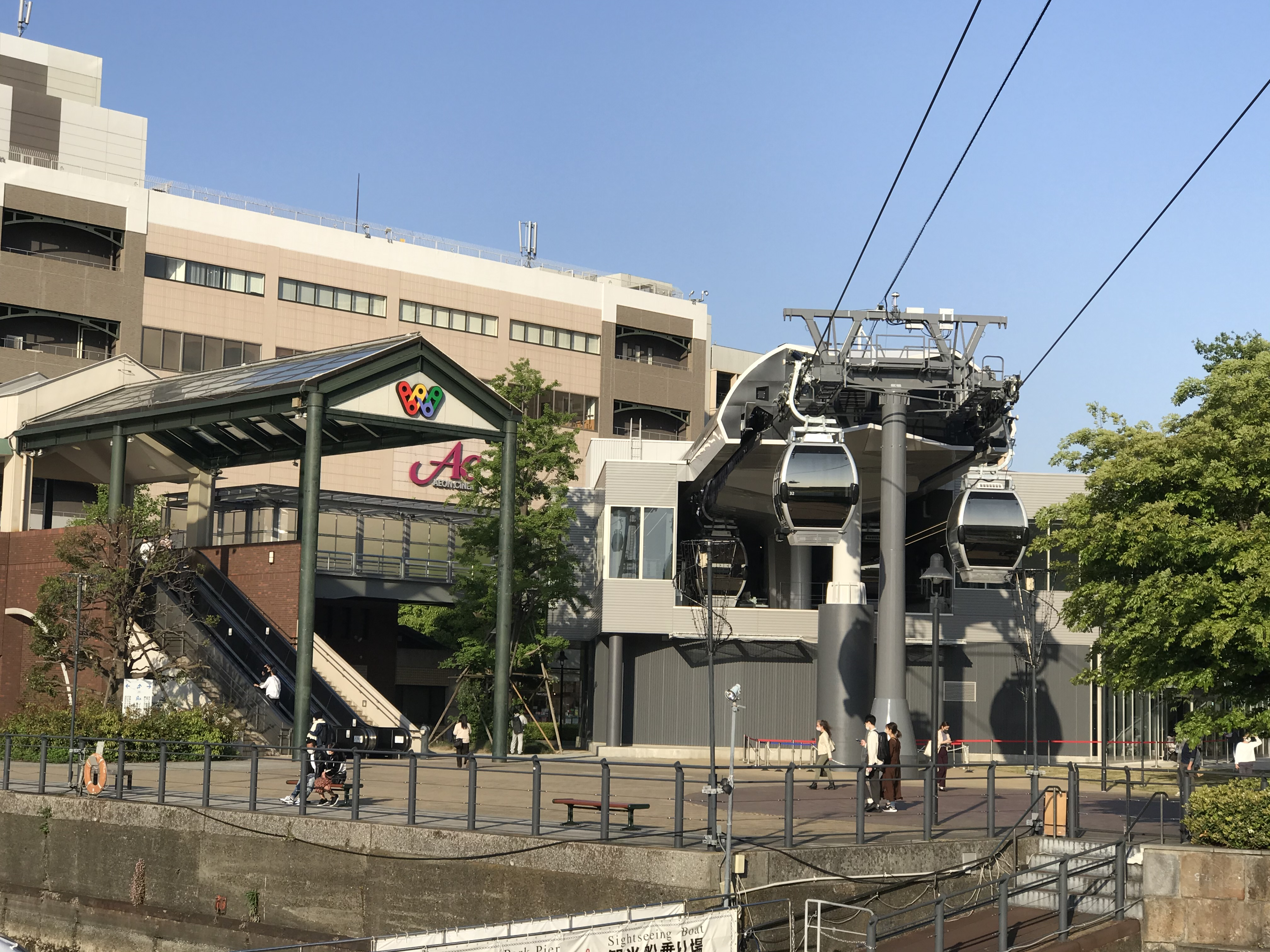
运河公园站与横滨世界码头
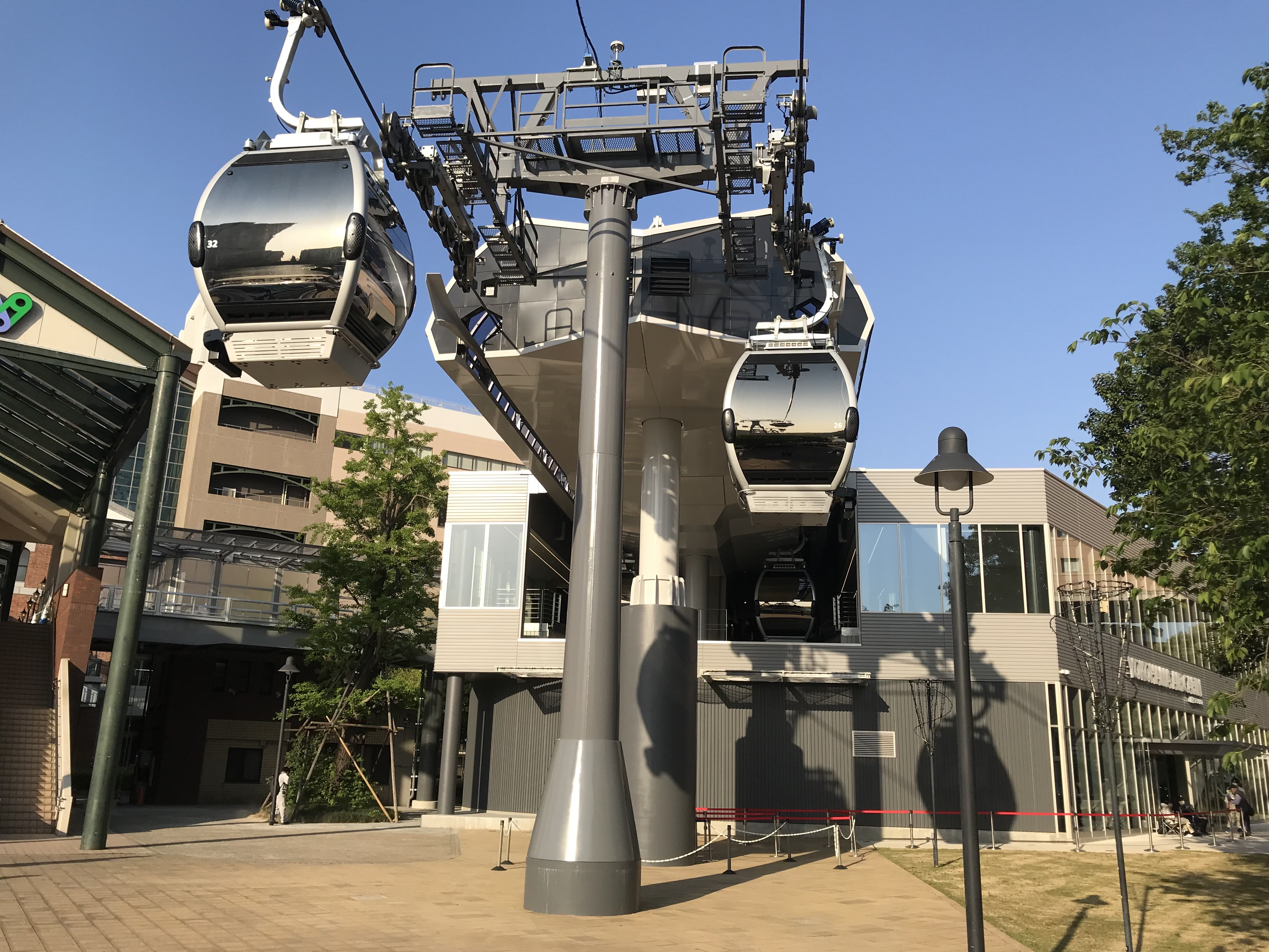
运河公园站附近
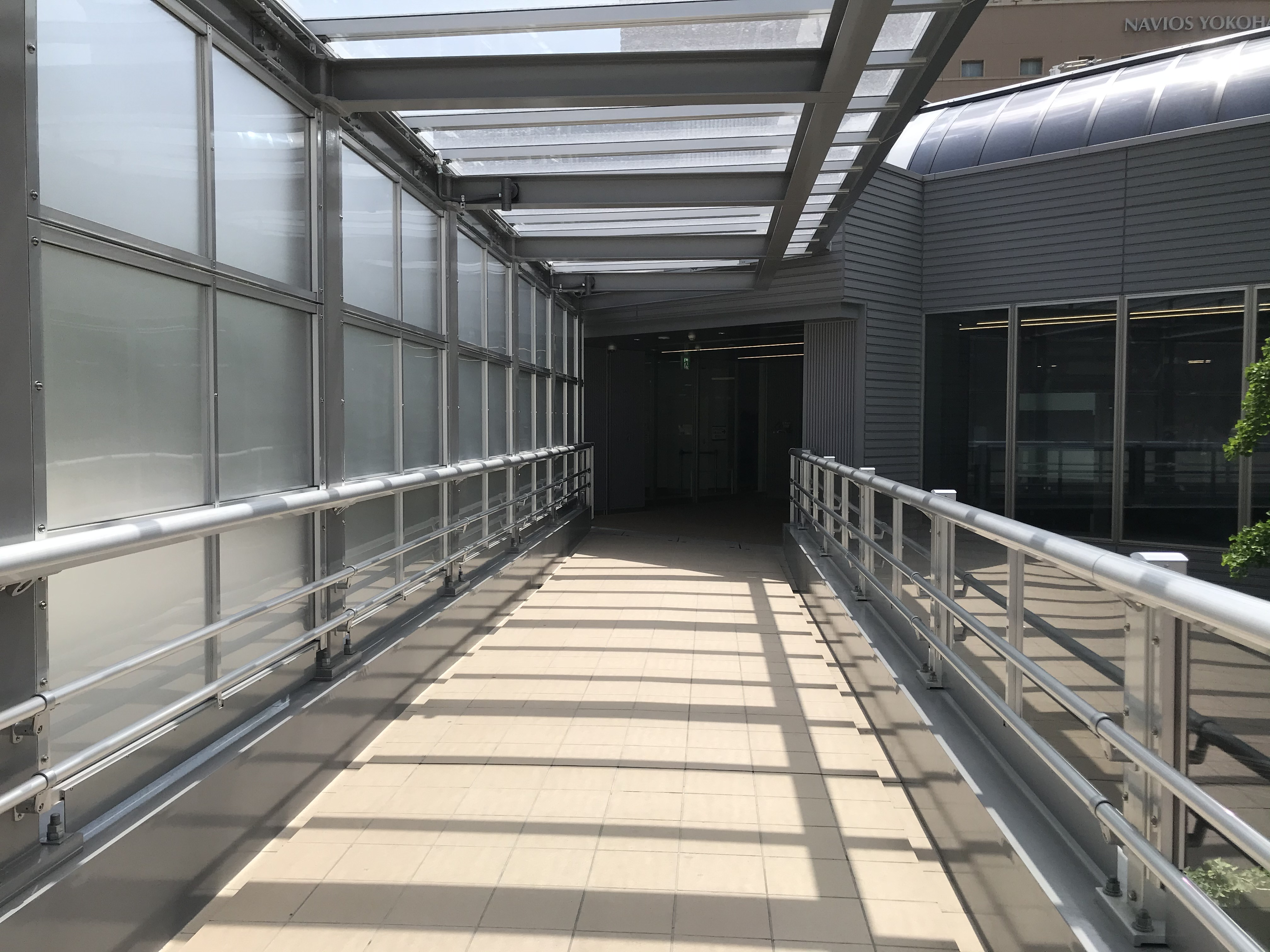
连接横滨世界码头2层甲板与运河公园站的通道

### 沿线景色

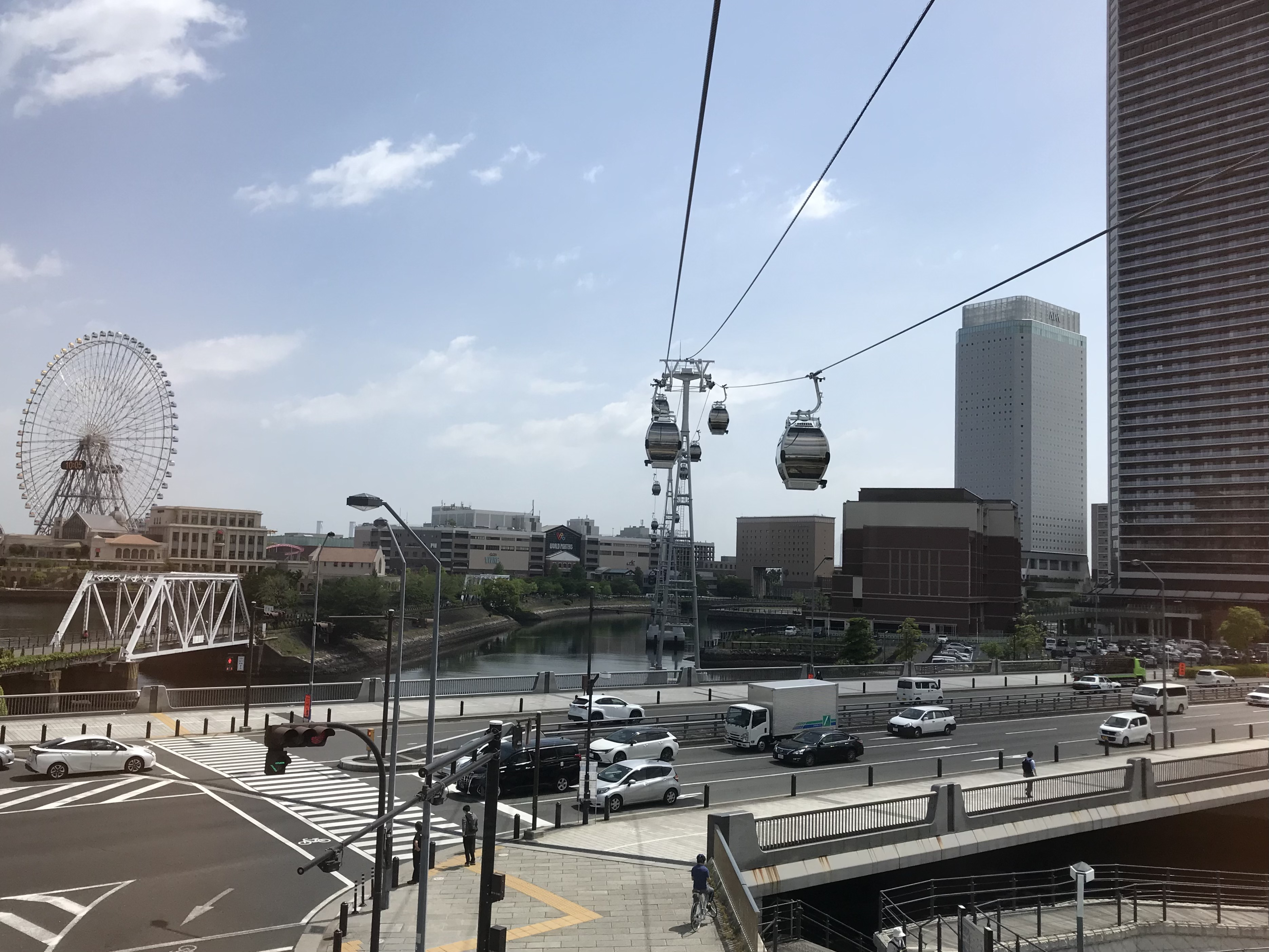
途径荣本町线（日语：栄本町線）上方
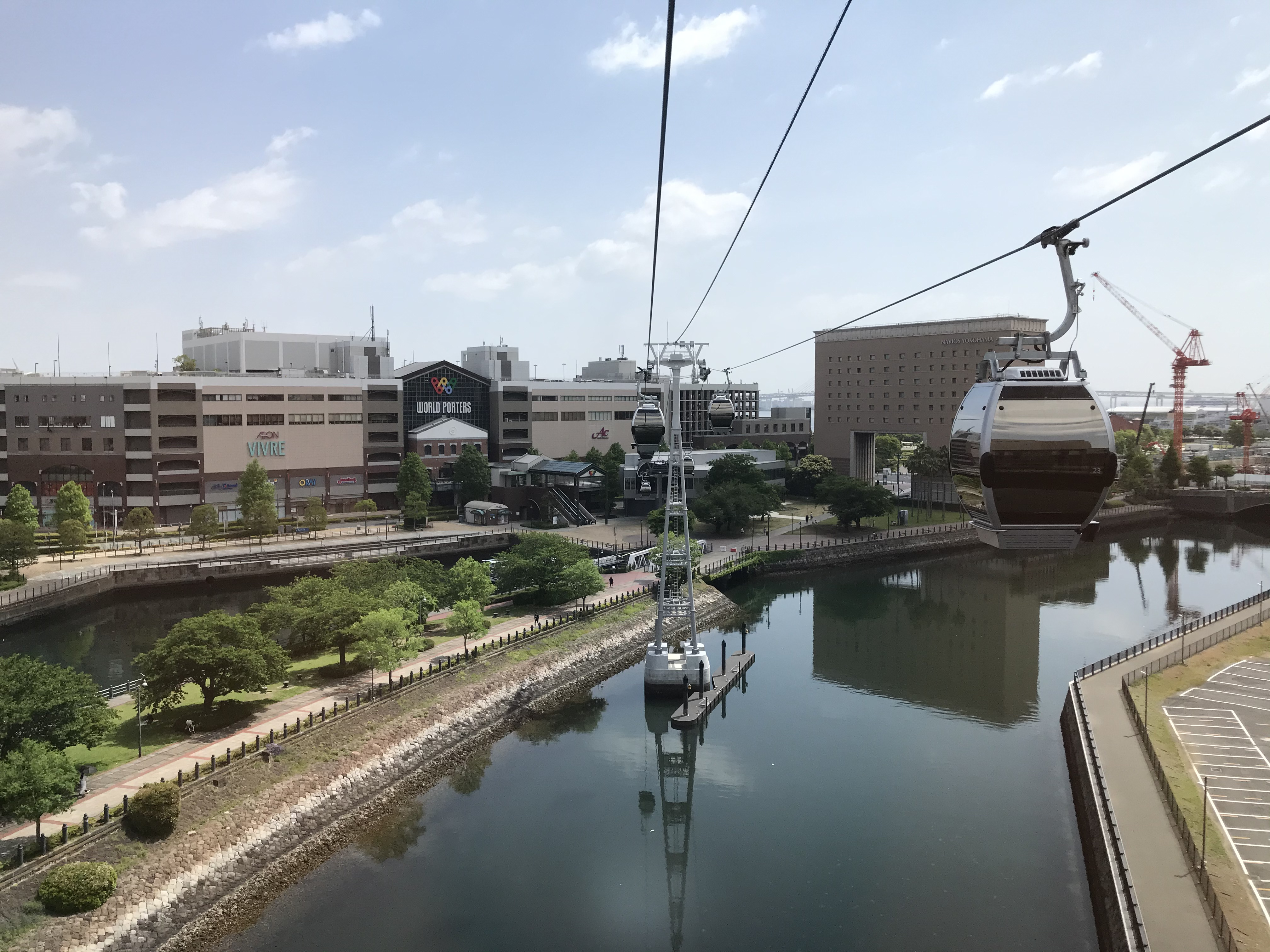
沿着车道上方前行
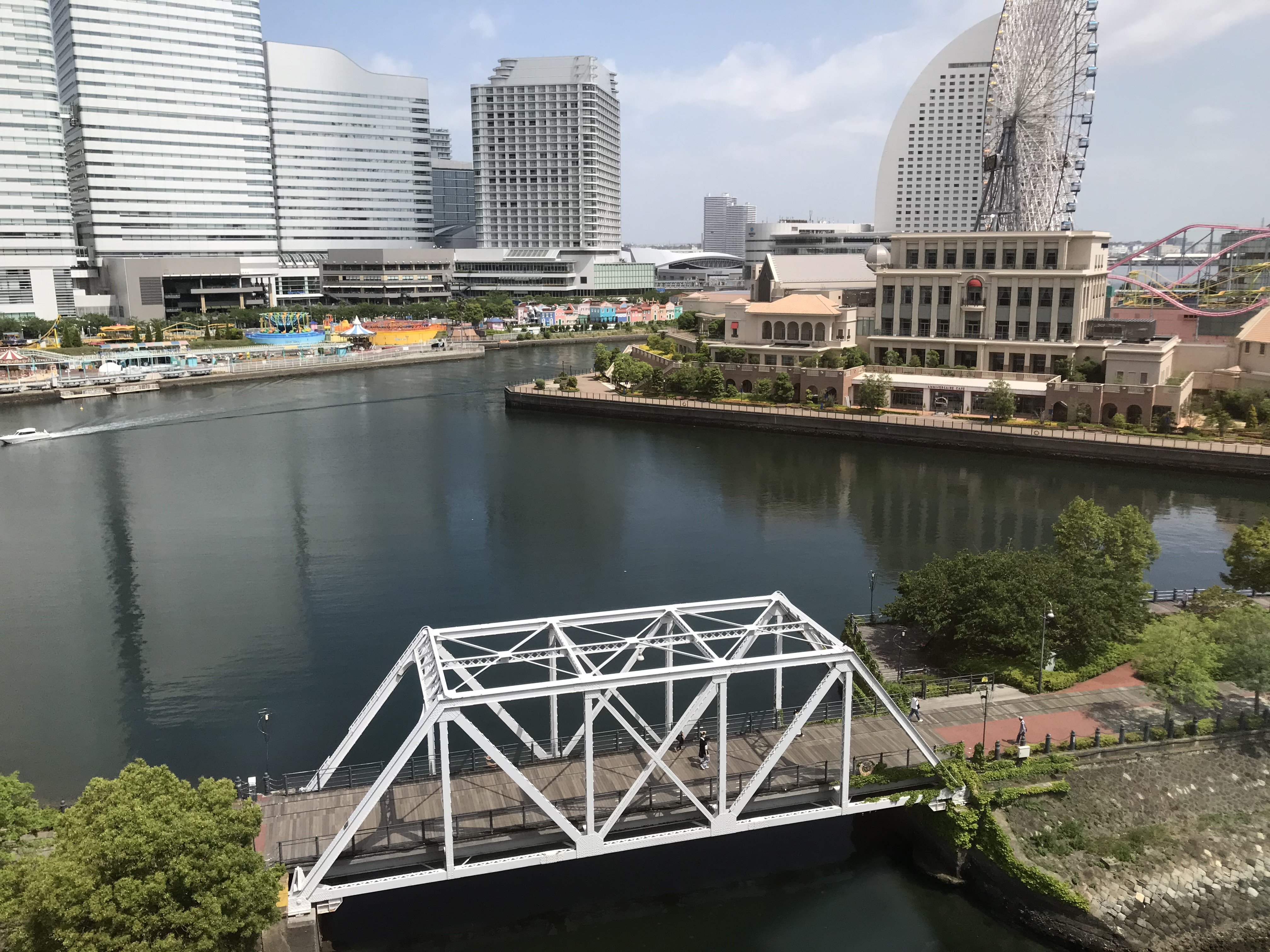
车道（港二号桥梁）与港未来上方
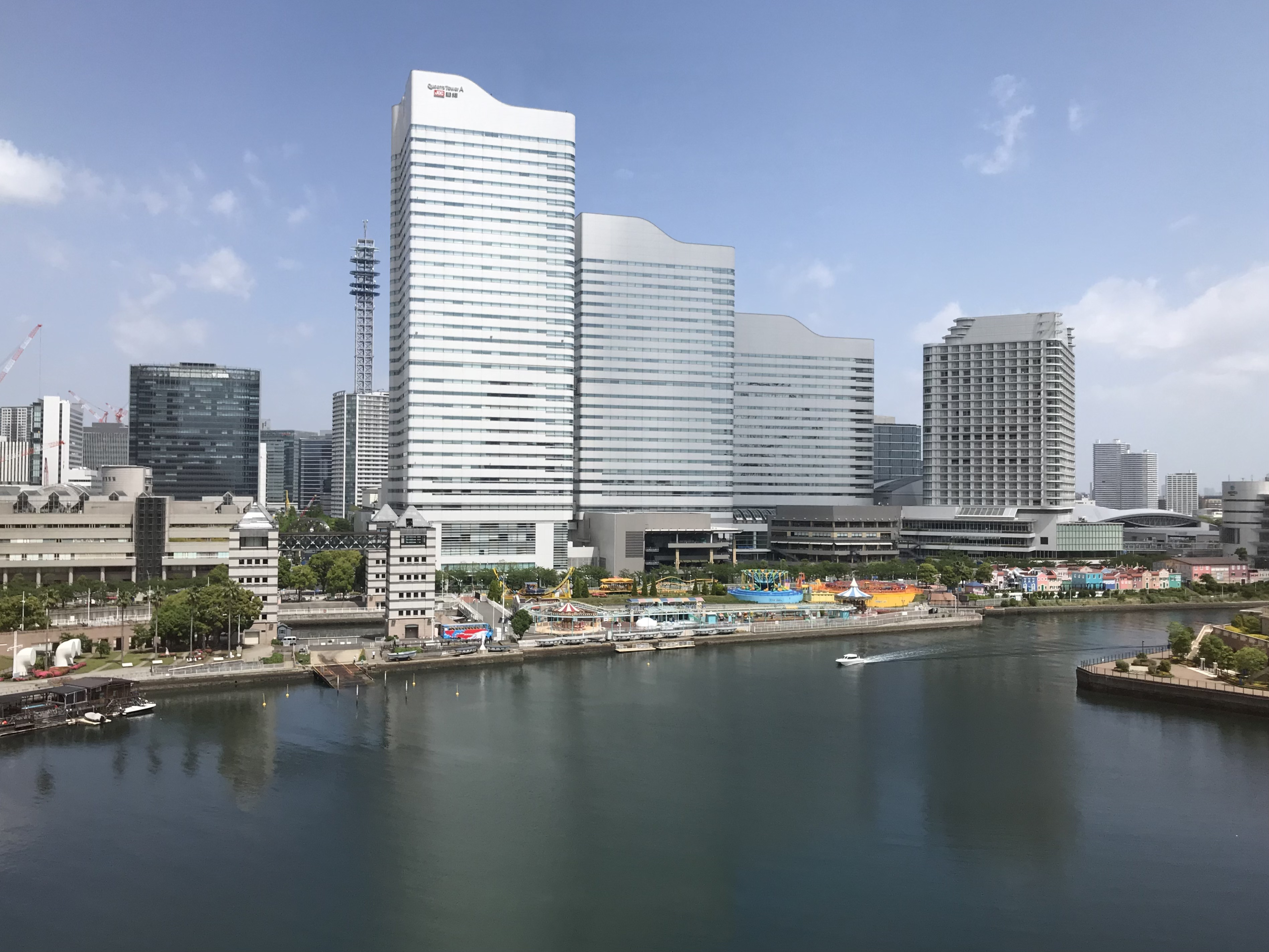
港未来景色

## 关联条目
- 泉阳兴业

- 横滨太空世界

- 都市索道（日语：都市索道）

- 日本索道（日语：日本の索道）

### 出典
1. ↑  . 神奈川新闻.   [2021-06-08]. （原始内容存档于2021-10-05）.
2. ↑  . 泉阳兴业.   [2021-06-08]. （原始内容存档于2021-05-06）.